# Kościół Trójcy Świętej w Cielądzu
Kościół Trójcy Świętej – rzymskokatolicki kościół parafialny należący do dekanatu Rawa Mazowiecka diecezji łowickiej.
Obecna neogotycka świątynia została wybudowana w 1856 roku. W czasie I wojny światowej Niemcy za pomocą dynamitu wysadzili wieżę budowli. Zniszczone zostały również dach kościoła, sklepienie, organy i wewnętrzne wyposażenie świątyni. Dzięki ofiarom parafian budowla została odbudowana w 1919 roku.
Od 1971 roku kościołem opiekują się ojcowie ze Zgromadzenia Ducha Świętego. W 1985 roku zostało przebudowane prezbiterium świątyni. Nowy ołtarz główny oraz witraże zostały zaprojektowane i wykonane przez księdza Tadeusza Furdynę SDB.